# Once Upon a Time (The Twilight Zone)
"Once Upon a Time" is een aflevering van de Amerikaanse televisieserie The Twilight Zone. Het scenario werd geschreven door Richard Matheson.

## Plot

### Opening
Mr. Mulligan, a rather dour critic of his times, is shortly to discover the import of that old phrase, 'Out of the frying pan, into the fire,' said fire burning brightly at all times in the Twilight Zone.
— Rod Serling

### Verhaal
Woodrow Mulligan is een knorrige conciërge uit het jaar 1890. Hij is duidelijk ontevreden met zijn huidige tijd en plaats: een klein stadje genaamd "Harmony". Hij ergert zich vooral aan de hoge prijzen in de winkels, het vee dat los door de straten loopt en de fietsers. Hij werkt voor professor Gilbert, die zojuist een tijdhelm heeft uitgevonden. Wanneer Mulligan van de helm hoort, ziet hij zijn kans om aan zijn uitzichtloze bestaan te ontsnappen. Hij gebruikt de helm om naar het jaar 1960 te reizen.
Al snel komt hij erachter dat de toekomst niet veel beter is. De prijzen zijn nog hoger geworden en het lawaai is ook erger. Hij ontmoet een wetenschapper genaamd Rollo, die een expert is op het gebied van de jaren 90 van de 19e eeuw. Hij vindt die tijdperiode juist geweldig.
Wanneer Rollo de tijdhelm ziet, probeert hij terug te reizen naar 1890. Mulligan kan Rollo nog net vastpakken en zo reizen ze samen terug. Terug in het verleden concludeert Rollo dat 1890 toch niet het geweldige jaar is dat hij dacht dat het was. Mulligan daarentegen bekijkt de situatie in dit jaar met heel andere ogen nu hij de toekomst heeft gezien. Hij stuurt Rollo terug naar 1960 met de tijdhelm.

## Slot
'To each his own' - so goes another old phrase to which Mr. Woodrow Mulligan would heartily subscribe, for he has learned, definitely the hard way, that there is much wisdom in a third old phrase which goes as follows: 'Stay in your own backyard.' To which it might be added, 'and if possible, assist others to stay in theirs' - via, of course, the Twilight Zone. 
— Rod Serling

## Rolverdeling
- Buster Keaton: Woodrow Mulligan
- Stanley Adams: Rollo
- Jesse White: monteur
- James Flavin: politieagent uit 1960
- Gil Lamb: Officer Flannagan
- Milton Parsons: Professor Gilbert
- Warren Parker: manager van de kledingwinkel
- Harry Fleer: politieagent uit 1960
- George E. Stone: Fenwick

## Achtergrond
- Dit was een van de weinige afleveringen van The Twilight Zone die een komische ondertoon had.
- De scènes die zich afspelen in 1890 zijn opgenomen in de stijl van stomme films uit die tijd: dus zonder geluid en met tekstkaarten om duidelijk te maken wat er gaande is.
- De aflevering is vrijwel geheel geregisseerd door Norman Z. McLeod. Een maand na de opnames werd echter een verlengde versie van de scène in “Jack's Fix-It Shop” opgenomen door regisseur Les Goodwins.
- Deze aflevering staat op volume 10 van de dvd-reeks.